# 催眠 (テレビドラマ)
『催眠』（さいみん）は、2000年7月9日から9月17日まで毎週日曜日21:00 - 21:54に、TBS系列の『東芝日曜劇場』枠で放送された日本のテレビドラマ。主演は稲垣吾郎。
1999年に公開された同名ホラー映画の続編。全11話。

## あらすじ
催眠術が絡んだ連続殺人事件から1年後、自信を失った優秀な精神科医・嵯峨は病院をやめ、占いで生計を立てていた。そんな彼の前に客として由夏が現れる。嵯峨は彼女が記憶喪失であることを知り、再び催眠療法による治療に取り組む。嵯峨は次第に自信を取り戻し、2人は恋に落ちて行く。

## キャスト

### レギュラー
- 嵯峨敏也〈28〉 - 稲垣吾郎

元精神科医の自称占い師。
- 蒼井由夏〈24〉 - 瀬戸朝香

記憶障害で宏美の治療を受ける。
- 朝比奈 宏美〈29〉 - 羽田美智子

精神科医。
- 桜庭一希〈24〉 - 矢田亜希子
- 狩辺賢太郎〈38〉 - 宇梶剛士
- 倉沢啓吾〈55〉 - 藤竜也
- 外山盛男〈45〉 - 塩見三省
- 春日耕造〈69〉 - 下川辰平
- 春日サチ〈18〉 - 江川有未
- 竹下香織 - 奥貫薫
- 日向涼平 - 石川シン
- 森神達也（少年） - 秋山拓也
- 小田看護師長 - 山下容莉枝
- 芹澤名人
- 阿部聖美
- DAIYU
- 一戸奈未

### ゲスト
- 三浦早苗
- のむらゆみ
- 吉田晃太郎
- TOMO
- 野貴葵
- 古群雅浩
- 浜幸一朗
- 山口みよ子
- 亀山助清
- 京極圭
- 佐久間季奈
- 館澤優里
- 江畑浩規
- 青山伶子
- 三田村周三
- 武田晋
- 中根徹
- 沼崎悠
- 則友謙二
- 伊藤かなこ
- 三原珠紀
- 秋山菜津子
- 牧村泉三郎
- 林真之介
- 村瀬純平
- 貴山侑哉
- 深谷みさお
- 加門良
- 岡崎愛
- 牟田晧二
- 河手佳織
- 浅沼奈美
- 窪園純一
- 三浦トム
- 盛内愛子
- 佐藤旭
- 伊豆畑雅一
- 北脇徹
- 赤坂嘉謙

## スタッフ
- 原作 - 松岡圭祐
- 脚本 - 田子明弘
- 演出 - 西谷弘、村上正典
- プロデューサー - 稲田秀樹
- 音楽 - 佐橋俊彦

## 主題歌
エンディングテーマ
- Tina「迷路」

## 放送日程
| Case                                                       | 放送日        | サブタイトル                        | 演出     | 視聴率 |
| ---------------------------------------------------------- | ------------- | ----------------------------------- | -------- | ------ |
| Case 1                                                     | 2000年7月9日  | ムラサキの蝶－白昼に舞う連続死の謎! | 西谷弘   | 16.7%  |
| Case 2                                                     | 2000年7月16日 | 二人だけの記憶                      | 西谷弘   | 10.3%  |
| Case 3                                                     | 2000年7月23日 | 動き出した悪魔                      | 村上正典 | 9.4%   |
| Case 4                                                     | 2000年7月30日 | 疑惑にゆれる愛                      | 村上正典 | 10.9%  |
| Case 5                                                     | 2000年8月6日  | 遂に怒り爆発!                       | 西谷弘   | 7.5%   |
| Case 6                                                     | 2000年8月13日 | 急転!犯人逮捕                       | 村上正典 | 7.4%   |
| Case 7                                                     | 2000年8月20日 | 幸せは来るのか                      | 西谷弘   | 10.7%  |
| Case 8                                                     | 2000年8月27日 | 謎の扉が開いた                      | 村上正典 | 9.4%   |
| Case 9                                                     | 2000年9月3日  | 顔のない男                          | 西谷弘   | 9.9%   |
| Case10                                                     | 2000年9月10日 | 復讐の真の標的                      | 村上正典 | 10.2%  |
| Case11                                                     | 2000年9月17日 | 永遠に眠れ                          | 西谷弘   | 11.9%  |
| 平均視聴率 10.4%（視聴率は関東地区・ビデオリサーチ社調べ） |               |                                     |          |        |